# Frequency (Fernsehserie)
Frequency ist eine US-amerikanische Fernsehserie, welche lose auf dem gleichnamigen Film von Toby Emmerich aus dem Jahr 2000 basiert.
Die Erstausstrahlung der Serie erfolgte am 5. Oktober 2016 beim Sender The CW.
Die deutschsprachige Erstausstrahlung ist seit 2. Januar 2018 beim Sender Sat.1 Emotions zu sehen.

## Handlung
Die New Yorker Polizistin Raimy Sullivan macht im Jahr 2016 die erstaunliche Feststellung, dass sie nach einem Unwetter über ein altes Funkgerät mit ihrem vor Jahren verstorbenen Vater, ebenfalls ein Polizist, welcher im Dienst sein Leben verlor, kommunizieren kann, wobei dieser sich im Jahr 1996 befindet. Durch ihr Wissen über sein Schicksal in ihrer Zeitlaufbahn schafft sie es, seinen erneuten Tod im Dienst zu verhindern, jedoch kommt es dadurch zum so genannten „Schmetterlingseffekt“, womit Folgen für ihr jetziges Leben entstehen. Um den entstandenen „Schaden“ zu beheben, müssen Vater und Tochter über die Bahnen der Zeit hinaus gemeinsam einen viele Jahre alten Mordfall lösen.

## Produktion
Eine Pilotfolge zur Serie wurde ursprünglich vom Sender NBC im Herbst 2014 für die TV-Season 2015/2016 geordert, wobei es allerdings weder zur Bestellung der Serie noch zur Produktion einer Pilotfolge kam. Im folgenden Jahr übernahm schließlich der Sender The CW die Serie, wobei man zunächst eine Pilotfolge im Januar 2016 orderte, nach deren Produktion die Bestellung einer kompletten ersten Staffel im Mai 2016 folgte.
Da die Serie nach nur einer 13 Episoden umfassenden Staffel aufgrund unzulänglicher Einschaltquoten eingestellt worden war, produzierte man seitens des Produktionsstudios einen kurzen Epilog zur Serie, welcher alle beim Staffelfinale offenen Enden zusammenführt und so ein befriedigendes Ende schafft. Dieser Epilog wurde online veröffentlicht.

## Rezeption
Beim Branchenportal Serienjunkies.de wurde die Pilotepisode mit vier von fünf Sternen bewertet, wobei die sich rasch entwickelnde Handlung sowie Peyton List in der Hauptrolle gelobt wurden. „Kleine Zugeständnisse, was die Zeitreiselogik betrifft, muss man natürlich auch hier machen“, heißt es dort.